# Tipula (Platytipula) angustiligula
Tipula (Platytipula) angustiligula is een tweevleugelige uit de familie langpootmuggen (Tipulidae). De soort komt voor in het Palearctisch gebied.